# Valojoulx
Valojoulx (okzitanisch Valaujors) ist ein Ort und eine aus mehreren Weilern (hameaux) und Einzelgehöften bestehende Gemeinde mit 286 Einwohnern (Stand: 1. Januar 2022) im äußersten Osten des südfranzösischen Départements Dordogne in der Region Nouvelle-Aquitaine.

## Lage
Valojoulx liegt in einem Seitental der Vézère knapp 50 km (Fahrtstrecke) südöstlich der Stadt Périgueux bzw. ca. 21 km nordöstlich von Sarlat-la-Canéda in einer Höhe von ca. 95 m ü. d. M. Die Höhle von Lascaux liegt gut 7 km nördlich. Das Klima ist gemäßigt und wird gleichermaßen vom Atlantik wie von den Bergen des Zentralmassivs beeinflusst.

## Bevölkerungsentwicklung
| Jahr      | 1800 | 1851 | 1901 | 1954 | 1999 | 2014 |
| Einwohner | 448  | 570  | 376  | 232  | 208  | 275  |

Der kontinuierliche Bevölkerungsrückgang in der ersten Hälfte des 19. Jahrhunderts ist im Wesentlichen auf die Reblauskrise im Weinbau und die zunehmende Mechanisierung der Landwirtschaft sowie den jeweils damit einhergehenden Verlust an Arbeitsplätzen zurückzuführen. Der erneute Bevölkerungsanstieg gegen Ende der Jahrtausendwende hängt mit der Nähe zum touristisch erschlossenen und von der UNESCO als Weltkulturerbe anerkannten Tal der Vézère zusammen.

## Wirtschaft
Die Bewohner der Gemeinde lebten jahrhundertelang als Selbstversorger von den Erträgen ihrer Felder und Gärten; daneben wurden auch Viehzucht und ein wenig Weinbau betrieben. Im Ort selbst siedelten auch Handwerker, Kleinhändler und Dienstleister. Seit den 1960er Jahren werden einige leerstehende Häuser als Ferienwohnungen (gîtes) genutzt. Weiter oberhalb im Tal gibt es mehrere Fischzuchtbecken.

## Geschichte
Das Tal der Vézère ist durch seine prähistorischen Höhlenmalereien weltbekannt und auch im angrenzenden Tal des Turançon wurden Kleinfunde gemacht. Aus antiker Zeit stammt ein Weingefäß.
Die erstmalige Erwähnung des Ortsnamens Volugou findet sich in einer Urkunde des 13. Jahrhunderts.

## Sehenswürdigkeiten

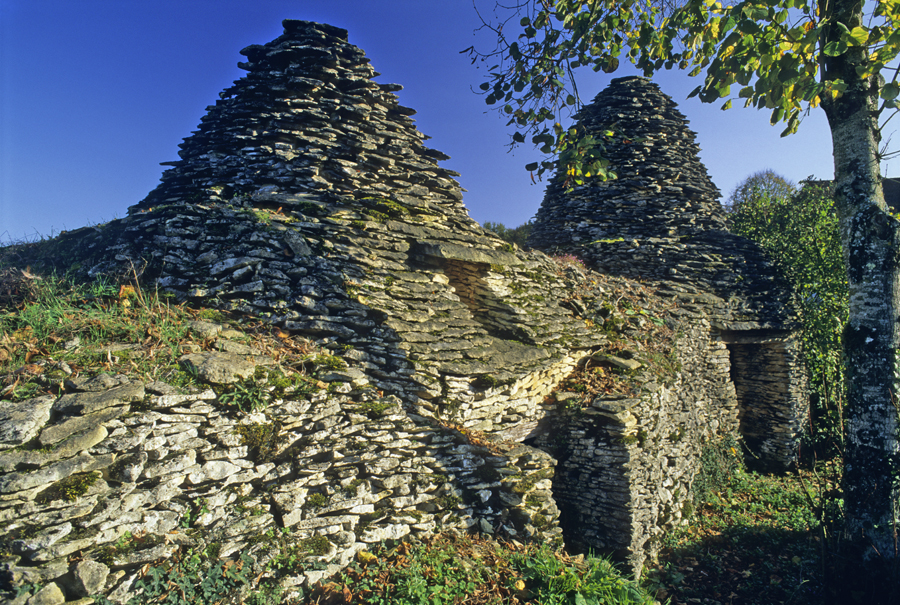
Feldsteinhütten (cabanes)

- Die einschiffige ehemalige Prioratskirche Saint-Pantaléon entstand um 1160/80, doch wurde sie im 14. und 15. Jahrhundert in Teilen erneuert und umgebaut. Der Glockenturm wird begleitet von einem Treppenturm mit ausnahmsweise quadratischem Grundriss; an diesen grenzt eine gotische Kapelle an. Der Chorbereich mit flach schließender Apsis ist höher als das Kirchenschiff, weil er in der Zeit des Hundertjährigen Krieges (1337–1453) um einen Fluchtraum aufgestockt wurde. Der mit Steinschindeln (lauzes) gedeckte Kirchenbau ist seit dem Jahr 1974 als Monument historique anerkannt.[3]
- Talaufwärts befinden sich zwei miteinander verbundene, in Teilen rekonstruierte Feldsteinhütten (cabanes). Sie wurden seit dem 17. Jahrhundert meist zur Bewachung der Weinberge oder -felder in der Zeit kurz vor oder während der Traubenlese genutzt. Auch sie sind seit dem Jahr 1991 als Monuments historiques anerkannt.[4]
- Das paläolithische Gisement de la Combe befindet sich auf einem Privatgrundstück und ist nur für Spezialisten von Interesse. Gleichwohl wurde es im Jahr 1935 als Monument historique eingestuft.[5]
- Auf dem Gemeindegebiet befinden sich mehrere in Privatbesitz befindliche Landsitze (châteaux oder manoirs).

## Persönlichkeiten
- Der für das Vichy-Regime tätige französische Admiral Charles Platon (1886–1944) wurde nach seiner Gefangennahme durch Angehörige der Résistance und anschließender Überstellung an die Amerikaner am 28. August 1944 auf dem Gemeindegebiet von Valojoulx erschossen.